# Vorgeschichtspfad Flögeln
Koordinaten: 53° 38′ 51″ N, 8° 47′ 29″ O
Der Vorgeschichtspfad Flögeln liegt zwischen Flögeln und Fickmühlen im Landkreis Cuxhaven im Elbe-Weser-Dreieck in Niedersachsen. Der etwa zwei Kilometer lange Rundweg wurde 1973 im Staatsforst Flögelner Holz eingerichtet und führt zu 30 vorgeschichtlichen (davon 26 Grabhügel) und mittelalterlichen (Wegespuren und Hochäcker) Bodendenkmälern. Der größte Grabhügel hat einen Durchmesser von ca. 25 Metern und eine Höhe von ca. 2,5 Metern. Wahrscheinlich ist ein Teil der Grabhügelgruppe um 1800 v. Chr. entstanden. Außerdem lassen sich in der Landschaft die Konturen von mittelalterlichen Wegen und Ackerbeeten erkennen.

## Die Ganggräber
Die Funde legen die etwaige Gleichzeitigkeit beider Gräber nahe. In der Grundkonstruktion sind sie trotz ihrer Lage, einmal im Rundhügel und einmal im Langbett gleich.

### Flögeln 131

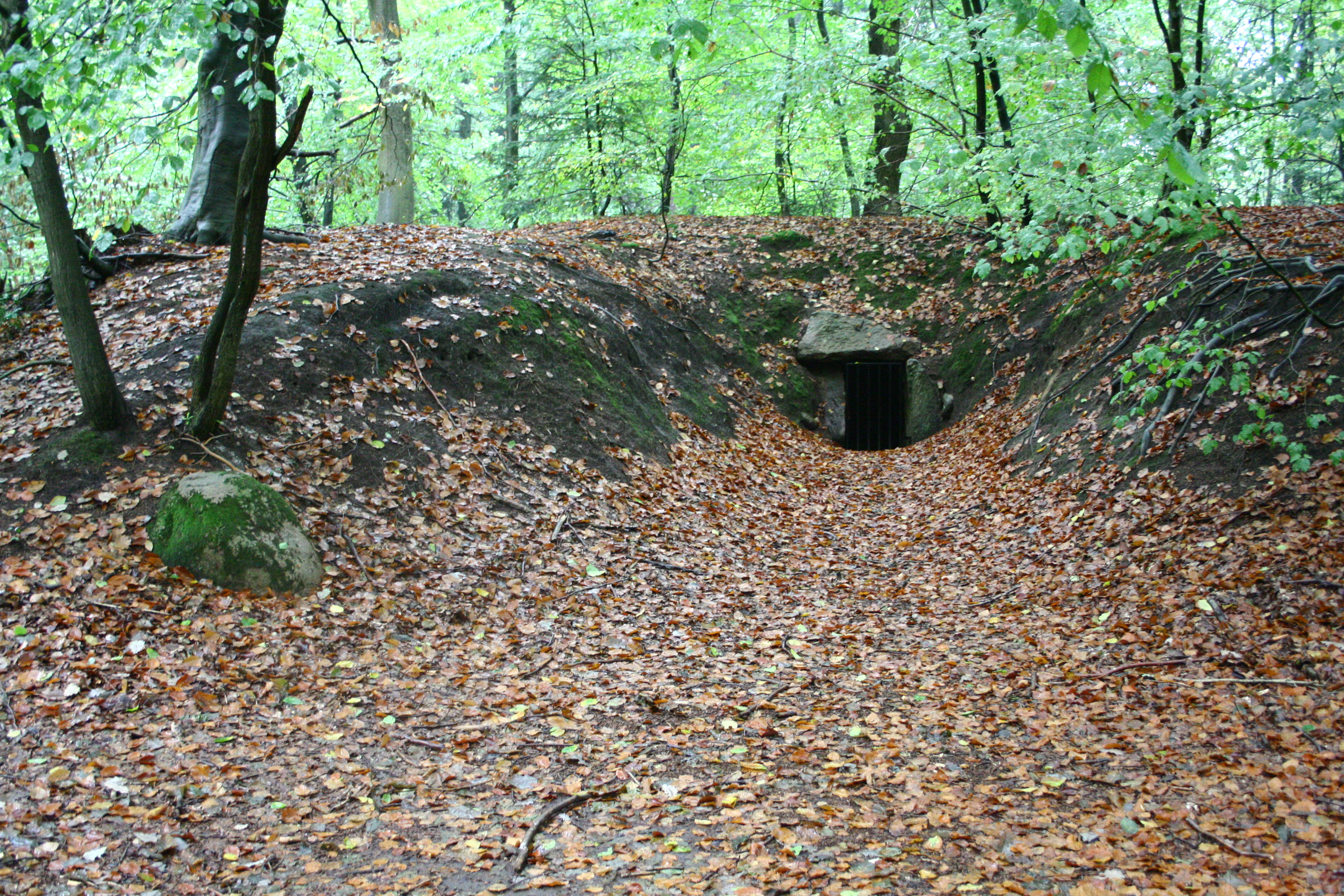
Großsteingrab Flögeln 2

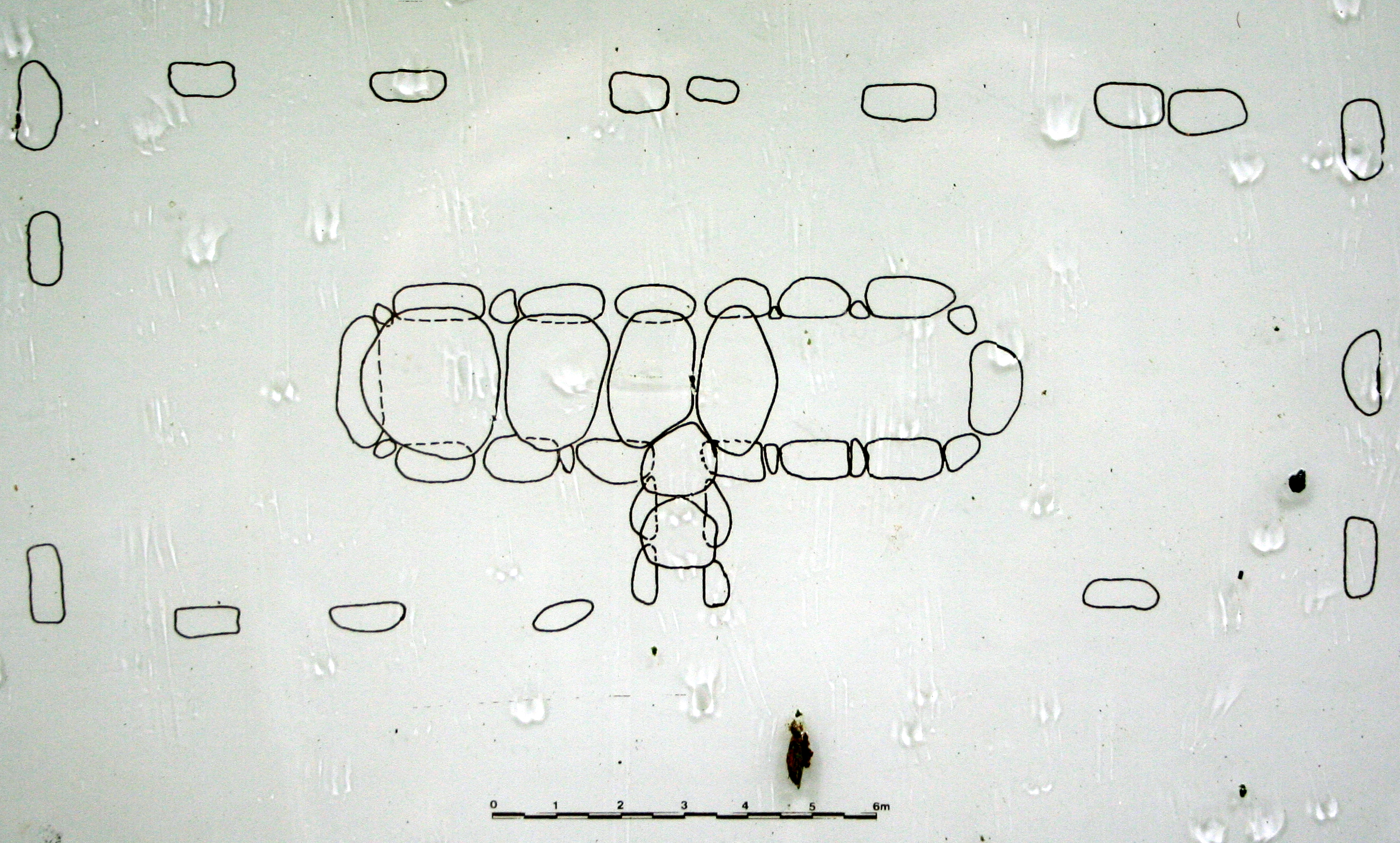
Großsteingrab Flögeln 1

Das 1882 entdeckte Großsteingrab „Flögeln 131“ oder „Flögeln 2“ mit der Sprockhoff-Nr. 610 entstand zwischen 3.500 und 2.800 v. Chr. und ist eine Megalithanlage der Trichterbecherkultur (TBK).
Es lag unter einem vier Meter hohen Rundhügel, mit einem Durchmesser von 29 Metern. Die Grabkammer misst innen in der Länge 5,8 Meter und besitzt eine Breite von etwa zwei Metern. Sie wurde aus zehn Tragsteinen errichtet, auf denen fünf Decksteine aufliegen. Den Zugang bildet ein kurzer Gang aus zwei Trägern und zwei Decksteinen.
Beim „Durchwühlen“ des Inneren fand man vor allem tiefstichverzierte Keramikscherben der Trichterbecherkultur aber auch ein Beil, eine Speerspitze, den Teil einer Axt, alles aus Feuerstein.
Hauptartikel: Steinkiste von Flögeln

### Flögeln 132

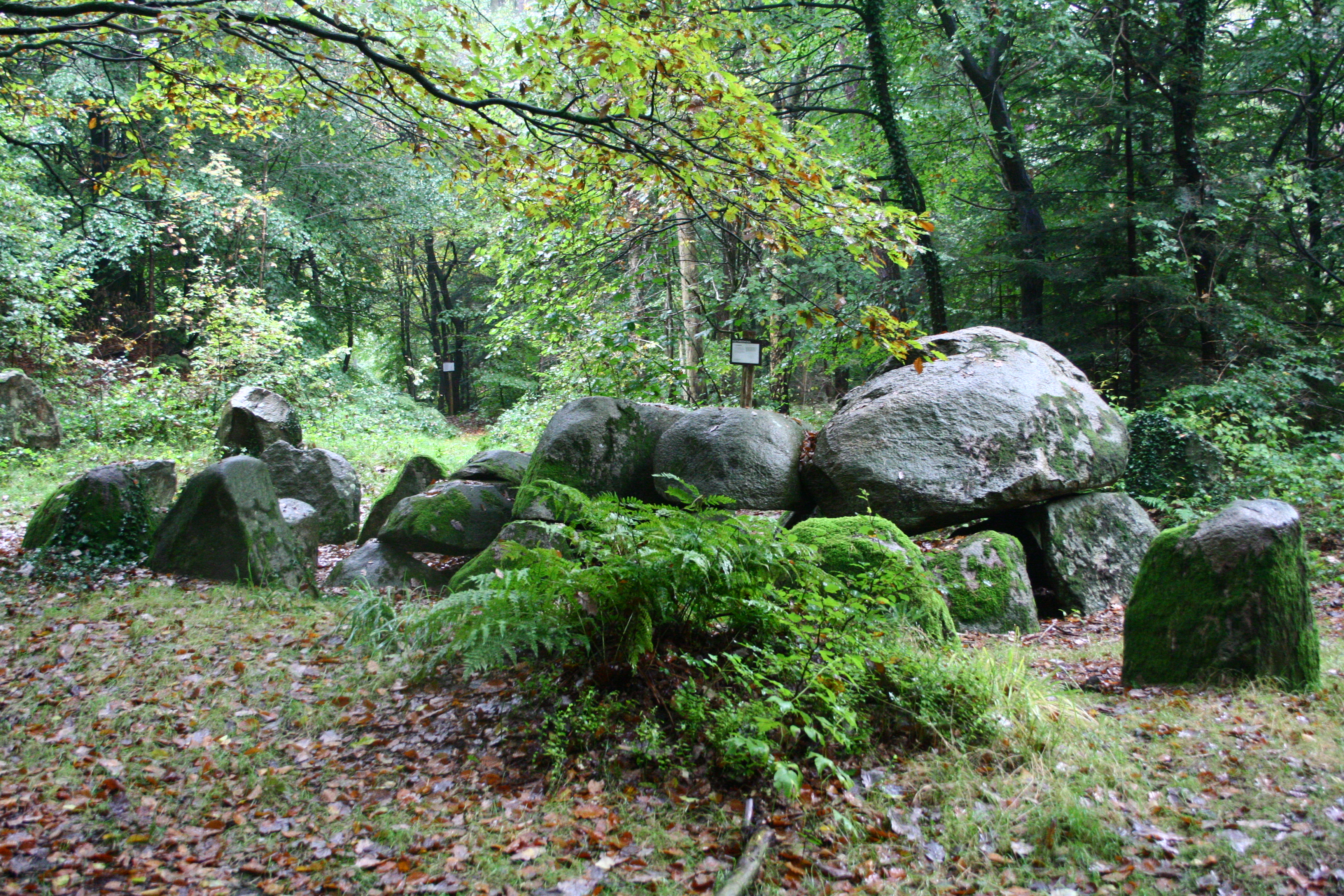
Großsteingrab Flögeln 1

Das Großsteingrab „Flögeln 132“ oder „Flögeln 1“ mit der Sprockhoff-Nr. 609 liegt etwa 15 Meter entfernt. Ebenso wie das Großsteingrab 131 wurde diese Anlage 1882 und 1898 ausgegraben.
Dieses Großsteingrab war lange bekannt und diente wahrscheinlich ab dem 17. Jahrhundert als „Steinbruch“, als nachgewiesenermaßen auch etliche andere Steingräber, darunter auch das Großsteingrab „Dansensteen“ in der Umgebung zerstört wurde. Das rechteckige Hünenbett war 19 Meter lang und acht Meter breit. Von den dicht stehenden Steinen der Einfassung sind noch 17 vorhanden. Die Kammer hat innen eine Länge von 8,6 Meter und ist bis zu 1,7 Meter breit. Sie mit vierzehn Trag- und sechs Decksteinen errichtet. Von den Decksteinen sind noch vier erhalten, zwei weitere sind gesprengt. Der zwei Meter lange und 0,7 Meter breite Gang besteht aus vier Trag- und zwei Decksteinen.

## Funde
Im Jahre 1973 wurden beide Anlagen von H. Aust erneut untersucht. Bei Flögeln 131 und 132 kamen auf jeweils einer Felsplatte vor dem Gang Steinhaufen zum Vorschein. In diesen Haufen lagen zusammen: eine rillenverzierte halbe Doppelaxt („hannoversche Art“, nach Brandt Gruppe A der Doppeläxte), 41 querschneidige Pfeilspitzen. über 700 Kernsteine, Geräte und Abschläge aus Feuerstein und über 1.100 Scherben.
Eine Brandbestattung der jüngeren Bronzezeit fand sich im Hügelmantel. Der Bestattete war etwa 1,8 Meter groß, lag auf der linken Seite mit dem Kopf am Südostende des Grabes mit angehockten Beinen.
Zwar war die Bestattung ohne Beigaben erfolgt, doch fanden sich über einer Steinkiste im Hügelaufbau Scherben des frühen 2. Jahrtausends v. Chr. bzw. der ausgehenden Jungsteinzeit. Vergleichbare Gräber kennt man in größerer Zahl in Schleswig-Holstein und Dänemark, im Landkreis Cuxhaven ist die Anlage einzigartig.